# NGC 2543
NGC 2543 је спирална галаксија у сазвежђу Рис која се налази на NGC листи објеката дубоког неба.
Деклинација објекта је + 36° 15' 13" а ректасцензија 8h 12m 57,8s. Привидна величина (магнитуда) објекта NGC 2543 износи 11,9 а фотографска магнитуда 12,7. NGC 2543 је још познат и под ознакама IC 2232, UGC 4273, MCG 6-18-14, IRAS 08096+3624, KCPG 157, KUG 0809+364B, CGCG 178-35, PGC 23028.